# Vjushkovisaurus
Vjushkovisaurus is een geslacht van uitgestorven Archosauriformes uit het Midden-Trias. Het is bekend uit het Anisien van Donguz Gorizont in Sol-Iletsk, oblast Orenburg, Rusland. Het geslacht werd in 1982 benoemd met als typesoort Vjushkovisaurus berdjanensis. Materiaal is verzameld in de vindplaats Berdyanka II van een fossielenverzameling genaamd de Eryosuchus Fauna langs de Berdyanka-rivier, met name in een zand-carbonaatverdichting in het bovenste deel van het hoofdrivierkanaal. Vjushkovisaurus is alleen bekend van het holotype PIN 2865/62 (voorheen SGU 104/3871), een gedeeltelijk postcraniaal skelet dat bestaat uit twaalf presacrale wervels, een linkeropperarmbeen, ribben, een fragment van de processus coracoideus en een fragment van het kuitbeen.

## Beschrijving
De meeste rauisuchiërs hebben een horizontale kam op het darmbeen, het supra-acetabulaire uitsteeksel of antitrochanter genaamd, dat over de kop van het dijbeen ligt, waardoor de achterpoot een rechtopstaande houding kan hebben. Als een vroege rauisuchiër mist Vjushkovisaurus deze kam, maar hij heeft wel een kleine verdikking op het buitenste oppervlak van het darmbeen. Het opperarmbeen verschilt van andere, beter bekende rauisuchiërs doordat het korter en breder is. Er is echter gesuggereerd dat het enige bekende opperarmbeen van Vjushkovisaurus in feite kan behoren tot een aetosauriër.
Meer recentelijk betoogde Nesbitt (2009) dat Vjushkovisaurus hoogstwaarschijnlijk een geldige niet-archosaurische archosauriform is. Volgens zijn analyse bestond de oorspronkelijke diagnose van Vjushkovisaurus door Ochev (1982) slechts uit enkele van de plesiomorfieën van de Archosauriformes en kenmerken met een brede verspreiding door de Archosauriformes heen. Langwerpige voorste halswervels zijn bijvoorbeeld aanwezig bij de poposauriden, Yarasuchus, en bij de niet-archosaurische archosauriformen Proterosuchus en Guchengosuchus. Andere kenmerken waarvan wordt gedacht dat ze wijzen op met pneumatische skeletten, zijn ook aanwezig bij Guchengosuchus, Erythrosuchus en bij verschillende archosauriërs. Bovendien zijn de vorm en plaatsing van de deltopectorale kam van het opperarmbeen van Vjushkovisaurus typerend voor basale archosauriformen. De ectepicondylaire groef op de beenstijl naar de buitenste distale knobbel van het opperarmbeen, vermeldt door Ochev, is aanwezig bij Prolacerta, Proterosuchus, phytosauriërs, aetosauriërs en verschillende paracrocodylomorfen. Gower en Sennikov (2000) vermeldden dat de achterste halswervels goed gedefinieerde facetten hebben voor driekoppige ribben. Volgens Nesbitt (2009) is dit kenmerk afwezig bij Archosauria, met uitzondering van Arizonasaurus en Poposaurus, maar werd het gebruikt als een synapomorfie van Erythrosuchia in de fylogenetische analyse van Parrish (1992).

## Paleobiologie
Andere gewervelde dieren uit de Berdyanka II-vindplaats die naast Vjushkovisaurus leefden, zijn onder meer capitosauride temnospondylen en de therapside Nothogomphodon, een van de laatste Therocephalia. Vjushkovisaurus was waarschijnlijk een apexpredator in zijn habitat samen met andere grote carnivoren, waaronder Dongusuchus en Erythrosuchus.